# Список космических запусков СССР в 1961 году
Список космических запусков СССР в 1961 году
| Дата       | Ракета-носитель | Полезная нагрузка (тип)     | Космодром/Стартовый комплекс | SCD/NSSDC ID      | Результат |
| ---------- | --------------- | --------------------------- | ---------------------------- | ----------------- | --------- |
| 4 февраля  | Молния          | Тяжёлый спутник 01 (Венера) | Байконур 1/5                 | 00071 / 1961-002A | Неудача   |
| 12 февраля | Молния          | Венера-1 (Венера)           | Байконур 1/5                 | 00080 / 1961-003A | Успех     |
| 9 марта    | Восток          | Спутник-9 (Восток)          | Байконур 1/5                 | 00091 / 1961-008A | Успех     |
| 25 марта   | Восток          | Спутник-10 (Восток)         | Байконур 1/5                 | 00095 / 1961-009A | Успех     |
| 12 апреля  | Восток          | Восток-1 (Восток)           | Байконур 1/5                 | 00103 / 1961-012A | Успех     |
| 6 августа  | Восток          | Восток-2 (Восток)           | Байконур 1/5                 | 00168 / 1961-019A | Успех     |
| 27 октября | Космос 63С1     | ДС-1                        | Капустин Яр «Маяк-2»         |                   | Неудача   |
| 11 декабря | Восток          | Зенит-2                     | Байконур 1/5                 |                   | Неудача   |
| 21 декабря | Космос 63С1     | ДС-1                        | Капустин Яр «Маяк-2»         |                   | Неудача   |

## Статистика
Количество запусков: 9
Успешных запусков: 5
| Ракета-носитель | Число стартов | Неудачи | Примечания                     |
| --------------- | ------------- | ------- | ------------------------------ |
| Молния          | 2             | 1       |                                |
| Космос          | 2             | 2       |                                |
| Восток          | 5             | 1       | Первый полёт человека в космос |

| Космодром   | Число стартов | Неудачи | Примечания |
| ----------- | ------------- | ------- | ---------- |
| Байконур    | 7             | 2       |            |
| Капустин Яр | 2             | 2       |            |

## Прочие события
| Дата       | Событие |
| ---------- | --- |
| 2 февраля  | Космодром Байконур. Пуск межконтинентальной баллистической ракеты «Р-16». Авария второй ступени ракеты-носителя. Падение ракеты произошло в 520 километрах от места старта. |
| 25 февраля | Прекратил существование, войдя в плотные слои атмосферы, тяжелый спутник («02»). |
| 26 февраля | Прекратил существование, войдя в плотные слои атмосферы, тяжелый спутник («01»). |
| 23 марта   | Москва. Институт медико-биологических проблем. Произошел пожар в сурдокамере при проведении там предполетных тренировок. В результате пожара получил смертельные ожоги и через несколько часов скончался в больнице космонавт Валентин Васильевич Бондаренко.                                                                            |
| 29 марта   | В Москве состоялось заседание Военно-промышленной комиссии, на котором принято решение войти в Президиум ЦК КПСС с предложением об осуществлении полета человека в космос на советском космическом корабле «Восток». |
| 3 апреля   | На заседании Президиума ЦК КПСС принято решение об осуществлении полета человека в космос. |
| 4 апреля   | Вышло Постановление ЦК КПСС и СМ СССР о разработке межконтинентальной твердотопливной ракеты РТ-2. |
| 8 апреля   | На космодроме Байконур состоялось заседание Государственной комиссии по пуску космического корабля «Восток». На заседании утверждено задание на космический полет, а также утверждены кандидатуры пилота корабля (Юрий Алексеевич ГАГАРИН), его дублера (Герман Степанович Титов) и запасного космонавта (Григорий Григорьевич Нелюбов). |
| 9 апреля   | Космодром Байконур. Запуск межконтинентальной баллистической ракеты «Р-9». Пуск прошел успешно, и головная часть ракеты достигла полигона в районе полуострова Камчатка. |
| 21 апреля  | Первый успешный пуск межконтинентальной баллистической ракеты Р-9. |
| 13 мая     | Выход Постановления ЦК КПСС и Совета Министров СССР «О пересмотре планов по космическим объектам в направлении выполнения задач оборонного значения», в котором определены сроки создания ракеты Н1. |
| 7 августа  | На территории СССР в Саратовской области совершил успешную посадку спускаемый аппарат корабля «Восток-2». Космонавт Герман Титов катапультировался из спускаемого аппарата на высоте нескольких километров и совершил приземление на парашюте. Полет продолжался 1 сутки 1 час 18 минут.                                                 |
| 27 октября | Время — 16:30. Космодром Капустин Яр, стартовый комплекс «Маяк-2». Пуск ракеты-носителя «Космос 63С1», которая должна была вывести на околоземную орбиту советский спутник «ДС-1», сер.№ 1 (1961 1026F). |
| 30 октября | Выход Постановления ЦК КПСС и СМ СССР о разработке спутника связи (активного ретранслятора) Молния-1. |
| 11 декабря | Время — 9:39. Космодром Байконур, стартовый комплекс № 1. Пуск ракеты-носителя «Восток 8К72К», которая должна была вывести на околоземную орбиту советский разведывательный спутник типа «Зенит-2», сер.№ 1 (1961 1211F).Аварийный подрыв ракеты-носителя «Восток-К» на 407-й секунде полета.                                            |
| 21 декабря | Время — 12:30. Космодром Капустин Яр, стартовый комплекс «Маяк-2». Пуск ракеты-носителя «Космос 63С1», которая должна была вывести на околоземную орбиту советский спутник «ДС-1», сер.№ 2 (1961 1221F).Авария ракеты-носителя на 354-й секунде полета.                                                                                  |